# Waffenschmuggel (Roman)
Waffenschmuggel, Originaltitel Passage of Arms, ist ein Thriller des britischen Schriftstellers Eric Ambler aus dem Jahr 1959. Eine Übersetzung ins Deutsche von Tom Knoth erschien 1963. Es ist die Geschichte eines indischen Sekretärs auf einer Kautschukplantage in der britischen Kolonie Malaya, der ein Waffenlager von kommunistischen Rebellen entdeckt und mit Fantasie und Geschick diese Waffen zu Geld macht, um sich schließlich ein Unternehmen aufzubauen.

## Inhalt
Das Buch ist in zehn Kapitel aufgeteilt, die je einen anderen Schauplatz beschreiben, und erzählt drei Geschichten, in denen die Hauptakteure völlig logisch agieren. Die Rahmenhandlung besteht aus der Geschichte über einen Coup, den der kleine indische, in britischen Diensten stehende, Sekretär Girija Krishnan minutiös jahrelang plant und durchführt. Als er zufällig auf das Waffenlager einer von einem britischen Kommando getöteten Gruppe von Guerilla-Kämpfern stößt, müsste er dieses eigentlich den Behörden melden. Da ihm jedoch die Geldmittel zur Verwirklichung seines Jugendtraumes fehlen, der Gründung eines eigenen Busunternehmens, entschließt er sich, die gefundenen Waffen zu verkaufen.
Die zweite Geschichte ist die des chinesischen Geschäftsmanns Tan Siow Ming und seiner Händlerfamilie, nebst dessen geschäftlich unzuverlässigem spielsüchtigen Bruder, der immer in finanziellen Nöten steckt und daher erpressbar ist. In dieser Familie findet Girija Krishnan einen für seinen Plan geeigneten Partner und sie werden sich handelseinig. Um die Waffen für einen Verkauf zu legalisieren, und überhaupt einen Kunden zu finden, schöpft Tan Siow Ming alle seine familiären Verhältnisse und geschäftlichen Verbindungen in der Region aus, um möglichst einen Briten oder Amerikaner als Strohmann für das lukrative Waffengeschäft zu gewinnen. Nur diese Leute sind in der Lage unbehelligt von den Kolonialbehörden grenzübergreifend mit Kriegswaffen zu handeln. Als Kunden für die Waffen kommen die islamischen antikolonialistischen Rebellen auf Sumatra in Frage.
Das dritte Szenario der Erzählung handelt von dem gelangweilten amerikanischen Ehepaar Dorothy und Greg Nilsen aus Wilmington (Delaware), das sich gerade in ihrer nicht sehr harmonischen Beziehung auf einem  Passagierdampfer eine Weltreise unternimmt. In ihnen findet ein Verwandter aus dem Clan von Tan Siow Ming zufällig die für den Deal geeigneten Personen. In ihrem Wunsch endlich etwas auf ihrer Reise zu erleben, auch um die anhängliche Mitreisende Arlene Drecker, die versucht sich an Dorothy heranzumachen, irgendwie loszuwerden. Greg lässt sich in Hong Kong von einem chinesischen Mietwagenfahrer, der für seinen Schwager Tan seit Monaten nach einer geeigneten Person für den Handel Ausschau hält, überreden, dabei zu helfen als Amerikaner etwas gegen die Kommunisten in Rotchina zu tun. Er soll ihnen dabei helfen eine kleine bürokratische Hürde beim Transport einer Sendung von Kleinwaffen zu umgehen. Alles, was Greg dafür tun muss, ist es einige Papiere zu unterzeichnen und er soll dafür mit einer entsprechenden Bezahlung entlohnt werden. Doch natürlich treten Schwierigkeiten und neue Bedingungen auf, sodass die Nilsens nach Sumatra fliegen müssen, um den Handel mit den antikommunistischen islamischen Rebellen abzuwickeln. Doch kurz nach der Ankunft werden sie wegen Waffenschmuggels von den indonesischen Behörden verhaftet. Nach einem Anschlag der Rebellen auf das Gefängnis gelingt die Befreiung, sie gelangen in die Hände der Aufständischen. Am Ende kommt der Handel doch noch über Umwege zustande, und Girija Krishnan kann sein Busunternehmen gründen.

## Auszeichnung
- 1959: Gold Dagger der britischen Crime Writers’ Association[3]

## Historischer Zusammenhang
Waffenschmuggel ist das letzte Buch Amblers, in dem ein gutgläubiger, leicht naiver Mensch, meist Brite oder Amerikaner, mit guten Absichten das Falsche tut und so in haarsträubende Abenteuer gerät. Diese Story ist im Indochina der frühen 1950er Jahre angesiedelt, als es zwar die britische Kolonie Malaya noch gab, aber bereits Bestrebungen zur Unabhängigkeit von Großbritannien durch Guerilleros, von Mao Tse-tungs Volksrepublik China militärisch unterstützt, zu Unruhen durch Anschläge in dem Land führten. Zeitgleich existierte in dem 1945 von Sukarno als von den Niederlanden unabhängig erklärten Staat Indonesia eine antikommunistische, islamische Rebellenarmee, die nicht nur gegen die Niederländer kämpfte, die weiterhin noch einige Inseln kontrollierten, sondern auch gegen die linke Regierung Sukarnos. In diesen politischen Korrelationen des Kalten Krieges in Indochina spielt die Geschichte mit ihren feinen Verästelungen.

„Auch will ich nicht verschweigen, daß Volker Schlöndorff mich kürzlich mit Eric Amblers Waffenschmuggel beschenkt hat; jetzt gehört dieser zwischen Hong Kong, Manila, Singapore und Sumatra handelnde Thriller in englischer Originalfassung, Passage of Arms, zu Harm Peters Reisegepäck.“

„Waffenschmuggel ist ein kleines Phänomen: Ein Teil Sachbuch, ein Teil klassischer Krimi, dazu eine Prise Ian Flemings 007. ein gehäufter Löffel Raymond Chandler - das Ganze keineswegs gemeint im Sinne einer geistigen Anleihe, sondern durchaus als geistige Verwandtschaft mit den Großen dieses Genres, denen er sich zugesellt mit Selbstverständlichkeit.“

## Ausgaben und Publikationen
- Passage of arms. Heinemann, London 1959, OCLC 297301700.
- A coffin for Dimitrios, Judgment on Deltchev, Passage of arms. (Drei Romane in einem Sammelband) Galahad Books, New York 1992, ISBN 0-88365-805-4.

Übersetzt aus dem Englischen von Tom Knoth
- Waffenschmuggel. (= Rororo Taschenbuch. Ausg. 540.) Rowohlt, Reinbek bei Hamburg 1963, OCLC 73224413.
- Waffenschmuggel. (= Diogenes-Taschenbuch. 75/7.) Diogenes-Verlag, Zürich 1977, ISBN 3-257-20364-0. (= Diogenes-Taschenbuch. 20364. Ausgabe 2007, ISBN 978-3-257-20364-6.)

Hörbücher
- Richard Brown: Passage of arms. Books on Tape, Newport Beach 1989, OCLC 19274336.
- John Chancer: Passage of Arms. Audible Ltd, 2012.